# Roberto I di Fiandra
Roberto I di Fiandra, detto Roberto il Frisone (tra il 1029 e il 1032 – Castello di Wynendaele, 13 ottobre 1093), fu conte delle Fiandre dal 1071 fino alla morte.

## Origine
Roberto era il figlio terzogenito (ultimogenito) di Baldovino V, conte delle Fiandre, e della sorella del re di Francia, Enrico I, Adele di Francia, che era figlia del re di Francia, Roberto II, detto il Pio e di Costanza d'Arles.
Baldovino V delle Fiandre, era il figlio primogenito del conte delle Fiandre, Baldovino V, e di Ogiva di Lussemburgo, che era la figlia del Conte del Moselgau, Federico di Lussemburgo e della moglie di cui non si conosce il nome, che secondo la Vita Adelheidis abbatissæ Vilicensis, era discendente dai Corradinidi, conti e duchi della Franconia.
I fratelli maggiori di Roberto, erano: Baldovino VI, che lo precedette nel titolo di conte di Fiandra e Matilde, duchessa consorte di Normandia e regina consorte d'Inghilterra, in quanto sposa di Guglielmo Il conquistatore.

## Biografia
Roberto viene citato da Orderico Vitale, come figlio di Baldovino V delle Fiandre, quando, nel 1060, suo padre divenne tutore del nuovo re di Francia, il nipote (era figlio del cognato, Enrico I), Filippo I, ancora monorenne.
Nel 1063, Roberto entrò in possesso della Frisia: infatti, Roberto si era sposato con Gertrude di Sassonia, che era figlia di Bernardo II di Sassonia e di Eilika di Schweinfurt, la legittima moglie di Bernardo II di Sassonia, che era la figlia di Enrico di Schweinfurt Margravio di Nordgau e della moglie Gerberga di Hammerstein. Gertrude era vedova del conte d'Olanda, Fiorenzo I, dal 1061,, ed era reggente della contea, per conto del figlio, Teodorico V, ancora minorenne; Roberto di Fiandra, allora governò la contea, per conto del figliastro.
Il vescovo di Utrecht, Guglielmo I di Utrecht, data la minore età del conte Teodorico V, aveva chiesto al Rex Romanorum ed imperatore, Enrico IV, l'autorità sulla contea d'Olanda, ed ottenne l'aiuto del Duca della Bassa Lorena, Goffredo il Gobbo, per scacciare Teodorico V e la madre dall'Olanda. Gertrude e il figlio si ritirarono nelle isole della Frisia, per cui Roberto governò solo la Frisia tanto da essere denominato il Frisone.
Infine, nel 1071, venne sconfitto definitivamente da Goffredo il Gobbo.
Nel frattempo nelle Fiandre, nel 1067, era morto il padre, Baldovino V, a cui era succeduto il fratello maggiore di Roberto, Baldovino VI, che a sua volta era morto, nel 1070, a cui era succeduto il figlio, Arnolfo III sostenuto dalla madre Richilde di Egisheim, che, appena rimasta vedova, si era sposata, in terze nozze col Conte di Hereford, Guglielmo FitzOsborn, che era nipote del re d'Inghilterra, Guglielmo il Conquistatore.
Roberto aveva contestato comunque la successione raccogliendo sostenitori principalmente nel nord delle Fiandre, dove era situato il grosso delle forze di Arnolfo. Tra i suoi sostenitori, Arnolfo, oltre ai re Guglielmo il Conquistatore ed il re di Francia, Filippo I (la zia paterna di Filippo I, Adele di Francia era la nonna di Arnolfo), contava tra gli altri Eustachio II di Boulogne, Eustachio III di Boulogne e Goffredo di Buglione. Un contingente di cavalieri normanni guidato da Guglielmo FitzOsborn intervenne in aiuto di Arnolfo. Le forze di Roberto attaccarono quelle numericamente superiori di Arnolfo, il 22 febbraio 1071, nella battaglia di Cassel, a Bavinchove, ai piedi di Mont-Cassel, prima che queste avessero avuto il tempo di organizzarsi. Arnolfo stesso rimase ucciso nella battaglia insieme a FitzOsborn e Richilde venne catturata dalle forze di Roberto. Anche quest'ultimo venne però catturato da Eustachio II. Alla fine vi fu uno scambio di prigionieri tra Roberto e Richilde. Lo scontro viene citato come una guerra civile, avvenuta a Cassel, e conclusa con la morte di Arnolfo III e la cacciata dalla contea della madre, Richilde e del fratello minore, Baldovino II d'Hainaut; Roberto, dopo aver ottenuto la vittoria, ebbe tutte le Fiandre, divenendo conte di Fiandra, come ci conferma la Chronologia Johannes de Beke.
Il re di Francia, Filippo I, lo riconobbe conte di Fiandra in cambio della città di Corbie e dal matrimonio, del 1072, di Filippo I con la figliastra di Roberto, Berta d'Olanda .
Roberto venne sospettato di aver commissionato l'assassinio del suo nemico, Goffredo il Gobbo, marito della contessa Matilde di Canossa, avvenuto nel 1075 o nel 1076, assassinato, mentre si trovava alla latrina da un servo del suo figliastro Teodorico V. Comunque aiutò il figliastro a recuperare la contea. Il giovane Teodorico, ormai maggiorenne, con l'aiuto del suo patrigno, Roberto, cercò di riconquistare la sua contea, riuscendo a farlo solo nel 1076, dopo che, nel 1075, a Guglielmo era succeduto il vescovo Corrado: il giovane Teodorico, con l'aiuto del suo patrigno, Roberto, attaccò e incendiò Islemunde, dove si trovava Corrado ed il suo esercito, lo sconfisse rientrando in possesso della contea che era stata di suo padre, goverandola in pace per altri quindici anni.
Roberto, nel 1085, progettò, assieme al genero, Canuto IV di Danimarca, una spedizione contro il regno d'Inghilterra, che non fu effettuata a causa dell'assassinio di Canuto IV (non consultato).
Roberto viene citato con la moglie, Gertrude, quando, nel Cartulaire de l'Abbaye de Saint-Bertin, si parla del matrimonio della loro figlia primogenita.
Tra il 1086 ed il 1090, Roberto fece un pellegrinaggio a Gerusalemme, e suo figlio, Roberto, fu tra i partecipanti alla prima crociata.
Durante il viaggio di ritorno, entrò al servizio dell'imperatore bizantino, Alessio I Comneno (nel 1090, Roberto aveva soccorso Alessio contro i Turchi).
Roberto morì nel 1093 e gli succedette il figlio, Roberto.

## Discendenza
Roberto ebbe da Gertrude di Sassonia sei figli:
- Roberto[32] (1065circa-ottobre 1111), conte di Fiandra[30], partecipò alla prima crociata[28]
- Adela di Fiandra[26] (1064circa-aprile 1115), sposò Canuto IV di Danimarca e in seconde nozze Ruggero Borsa
- Gertrude[33] (fra il 1070 e il 1080-1117), sposò Teodorico II di Lorena[33]
- Filippo[4] (1067circa-1127), il cui figlio illegittimo Guglielmo di Ypres fu luogotenente di re Stefano d'Inghilterra.
- Baldovino[20][34] († prima del 1080)
- Ogiva (1071circa-1141), badessa di Mesen[35]

## Ascendenza
|                         |            |                                  | Genitori                   |  |  | Nonni |  |  | Bisnonni              |  |  | Trisnonni                |  |
|                         |            |                                  |                            |  |  |       |  |  | Arnolfo II di Fiandra |  |  | Baldovino III di Fiandra |  |
|                         |            |                                  |                            |  |  |       |  |  | Arnolfo II di Fiandra |  |  | Baldovino III di Fiandra |  |
|                         |            | Matilde di Sassonia              |                            |  |  |       |  |  | Arnolfo II di Fiandra |  |  |                          |  |
| Baldovino IV di Fiandra |            |                                  |                            |  |  |       |  |  | Arnolfo II di Fiandra |  |  |                          |  |
|                         |            | Rozala d'Ivrea                   | Berengario II d'Ivrea      |  |  |       |  |  |                       |  |  |                          |  |
|                         |            | Rozala d'Ivrea                   | Berengario II d'Ivrea      |  |  |       |  |  |                       |  |  |                          |  |
|                         |            | Rozala d'Ivrea                   | Willa III d'Arles          |  |  |       |  |  |                       |  |  |                          |  |
| Baldovino V di Fiandra  |            | Rozala d'Ivrea                   |                            |  |  |       |  |  |                       |  |  |                          |  |
|                         |            | Federico di Lussemburgo          | Sigfrido di Lussemburgo    |  |  |       |  |  |                       |  |  |                          |  |
|                         |            | Federico di Lussemburgo          | Sigfrido di Lussemburgo    |  |  |       |  |  |                       |  |  |                          |  |
|                         |            | Federico di Lussemburgo          | Edvige di Nordgau          |  |  |       |  |  |                       |  |  |                          |  |
| Ogiva di Lussemburgo    |            | Federico di Lussemburgo          |                            |  |  |       |  |  |                       |  |  |                          |  |
|                         |            | Ermentrude, contessa di Gleiberg | Eriberto di Wetterau       |  |  |       |  |  |                       |  |  |                          |  |
|                         |            | Ermentrude, contessa di Gleiberg | Eriberto di Wetterau       |  |  |       |  |  |                       |  |  |                          |  |
|                         |            | Ermentrude, contessa di Gleiberg | Irmtrude di Avalgau        |  |  |       |  |  |                       |  |  |                          |  |
| Roberto I di Fiandra    |            | Ermentrude, contessa di Gleiberg |                            |  |  |       |  |  |                       |  |  |                          |  |
|                         | Ugo Capeto | Ugo il Grande                    |                            |  |  |       |  |  |                       |  |  |                          |  |
|                         | Ugo Capeto | Ugo il Grande                    |                            |  |  |       |  |  |                       |  |  |                          |  |
|                         | Ugo Capeto | Edvige di Sassonia               |                            |  |  |       |  |  |                       |  |  |                          |  |
| Roberto II di Francia   | Ugo Capeto |                                  |                            |  |  |       |  |  |                       |  |  |                          |  |
|                         |            | Adelaide d'Aquitania             | Guglielmo III di Aquitania |  |  |       |  |  |                       |  |  |                          |  |
|                         |            | Adelaide d'Aquitania             | Guglielmo III di Aquitania |  |  |       |  |  |                       |  |  |                          |  |
|                         |            | Adelaide d'Aquitania             | Adele di Normandia         |  |  |       |  |  |                       |  |  |                          |  |
| Adele di Francia        |            | Adelaide d'Aquitania             |                            |  |  |       |  |  |                       |  |  |                          |  |
|                         |            | Guglielmo I di Provenza          | Bosone II di Provenza      |  |  |       |  |  |                       |  |  |                          |  |
|                         |            | Guglielmo I di Provenza          | Bosone II di Provenza      |  |  |       |  |  |                       |  |  |                          |  |
|                         |            | Guglielmo I di Provenza          | Constanza di Provenza      |  |  |       |  |  |                       |  |  |                          |  |
| Costanza d'Arles        |            | Guglielmo I di Provenza          |                            |  |  |       |  |  |                       |  |  |                          |  |
|                         |            | Adelaide d'Angiò                 | Folco II d'Angiò           |  |  |       |  |  |                       |  |  |                          |  |
|                         |            | Adelaide d'Angiò                 | Folco II d'Angiò           |  |  |       |  |  |                       |  |  |                          |  |
|                         |            | Adelaide d'Angiò                 | Gerberga                   |  |  |       |  |  |                       |  |  |                          |  |
|                         |            | Adelaide d'Angiò                 |                            |  |  |       |  |  |                       |  |  |                          |  |

### Fonti primarie
- (LA)  Monumenta Germaniae Historica, Scriptores, tomus V.
- (LA)  Monumenta Germaniae Historica, Scriptores, tomus VI.
- (LA)  Monumenta Germaniae Historica, Scriptores, tomus IX.
- (LA)  Monumenta Germaniae Historica, Scriptores, tomus XIII[collegamento interrotto].
- (LA)  Monumenta Germaniae Historica, Scriptores, tomus XV.2.
- (LA)  Monumenta Germaniae Historica, Scriptores, tomus XVI.
- (LA)  Monumenta Germaniae Historica, Scriptores, tomus XXV.
- (LA)  Oorkondenboek Holland.
- (LA)  Gesta Regum Anglorum[collegamento interrotto].
- (LA)  Chronologia Johannes de Bek.
- (LA)  Ordericus Vitalis, Historia Ecclesiastica, vol. II.
- (LA)  Thietmari Merseburgensis episcopi Chronicon.
- (LA)  Cartulaire de l'Abbaye de Saint-Bertin.
- (LA)  Obituaires de la province de Sens. Tome 1.
- (LA)  Annales Monastici Vol. II.

### Letteratura storiografica
- William B. Stevenson, La prima crociata, in «Storia del mondo medievale», vol. IV, 1999, pp. 718–756.
- (EN) John France, Victory in the East: A Military History of the First Crusade, Cambridge University Press, 1994, ISBN 0-521-58987-8.